# Travisia oksae
Travisia oksae is een borstelworm uit de familie Travisiidae. Het lichaam van de worm bestaat uit een kop, een cilindrisch, gesegmenteerd lichaam en een staartstukje. De kop bestaat uit een prostomium (gedeelte voor de mondopening) en een peristomium (gedeelte rond de mond) en draagt gepaarde aanhangsels (palpen, antennen en cirri).
Travisia oksae werd in 1995 voor het eerst wetenschappelijk beschreven door Hartmann-Schröder & Parker.